# Рим (ТВ серија)
Рим (енгл. Rome) је историјска драмска телевизијска серија коју су креирали Џон Милијус, Вилијам Џ. Макдоналд и Бруно Хелер. Серија, која се састоји од две сезоне са укупно 22 епизоде, емитована је на каналима HBO и BBC Two од 28. августа 2005. до 25. марта 2007. године, а касније је објављена путем ДВД и Блу-реј формата. Рађена у међународној копродукцији између Италије, Уједињеног Краљевства и Сједињених Држава, серија је снимана на различитим локацијама, али највише у студијима у Риму.
Радња серије смештена је у 1. век пре нове ере, током транзиције старог Рима из Републике у Царство. Серија садржи широку поставу ликова, од којих су многи засновани на стварним личностима из историјских записа, док су главни протагонисти двојица војника по имену Луције Ворен и Тит Пуло, којима су животи испреплетени са кључним историјским догађајима.
Рим је добио углавном позитивне критике и имао је велики број гледалаца. Привукао је значајну медијску пажњу од самог почетка, остварио је успех у гледаности за HBO и BBC (иако су бројеви знатно опали у другој сезони) и освојио је бројне награде, укључујући четири награде Еми, седам награда Еми за ударне термине и награду Друштва за визуелне ефекте. Првобитно је планирано пет сезона серије, али, због високих трошкова продукције, снимљене су само две; велики део материјала за трећу и четврту сезону пребачен је у другу.

## Радња
Серија првенствено бележи животе и дела богатих, моћних и историјски значајних, али се такође фокусира на животе, судбине, породице и познанства двојице обичних људи: Луција Ворена и Тита Пула, фикционалне верзије двојице римских војника који се помињу у Цезаровим Записима о галском рату. Фикционални Ворен и Пуло сведоче и често утичу на многе историјске догађаје представљене у серији, иако постоји одређена лиценција поетика.
Прва сезона приказује грађански рат Јулија Цезара из 49. п. н. е. против традиционалистичке конзервативне фракције у римском Сенату (Оптимати), његов успон до диктатуре над Римом и његов пад, који обухвата време од краја његових Галских ратова (52. п. н. е.) до његовог убиства 15. марта 44. п. н. е. (злогласне Мартовске иде). У позадини ових катаклизмичких догађаја, видимо и ране године младог Октавијана, коме је суђено да постане Август, први римски цар. Друга сезона описује борбу за моћ између Октавијана и Марка Антонија након Цезаровог убиства, обухватајући период од Цезарове смрти 44. п. н. е. до самоубиства Антонија и Клеопатре 30. п. н. е. након њиховог пораза у бици код Акцијума.

## Улоге
- Кевин Макид као Луције Ворен (1. и 2. сезона) — Стамени, традиционални римски официр који се бори да уравнотежи своја лична уверења, своју дужност према надређенима и потребе своје породице и пријатеља. Основа за овај лик је истоимени историјски римски војник, који се укратко помиње у Записима о галском рату Јулија Цезара.
- Реј Стивенсон као Тит Пуло (1. и 2. сезона) — Дружељубиви, расположени, лакомислен војник са моралом пирата, апетитима хедонисте и потпуним недостатком личне одговорности, који открива скривене идеале и интегритет у себи.
- Киран Хајндс као Јулије Цезар (1. сезона) — Цезар је амбициозан, али његови циљеви и мотиви често остају двосмислени како би се додатно закомпликовала радња и тестирала лична лојалност других ликова. Он се оглашава као реформатор који је на страни плебејаца, иако је и сам патрициј. Такође је милостив према својим дотученим непријатељима, истински узнемирен њиховом смрћу и олакшан због њихове спремности да склопе мир тамо где би их осветољубивији појединац једноставно убио.
- Кенет Кренем као Помпеј Велики (1. сезона) — Легендарни генерал, који је прошао дане свог врхунца, који покушава да поврати славу своје младости, као и да учини оно што је исправно за Републику. Прави Гнеј Помпеј Велики је био римски генерал и политичар који је у младости био амбициозан као Цезар и исто тако неортодоксан. Одабрао је да се удружи са оптиматима у супротстављању Цезару и подржавању традиционалне Римске републике.
- Поли Вокер као Атија од Јулија (1. и 2. сезона) — Нећака Јулија Цезара и мајка Октавијана и Октавије. Приказана је као весела аморална и опортунистичка манипулаторка. Њене породичне и сексуалне везе довеле су је у контакт са неким од најмоћнијих појединаца у Риму, чинећи је веома утицајном фигуром у римском друштву. Атија је веома лабаво заснована на историјској личности Атији о којој се зна мало детаља. Историјски консултант серије, Џонатан Стамп, идентификује историјску личност Клодију као примарну основу за лик Атије.
- Џејмс Пјурфој као Марко Антоније (1. и 2. сезона) — Веома популаран и лукав римски генерал и политичар, као и блиски присталица Јулија Цезара у првој сезони. У другој сезони, он је у борби за власт са жељним и неоствареним Октавијаном.
- Тобајас Мензиз као Марко Јуније Брут (1. и 2. сезона) — Приказан као младић растрган између онога у шта верује да је исправно и своје оданости и љубави према човеку који му је био као отац. Прави Марко Јуније Брут био је најпознатији од убица Јулија Цезара и једна од кључних личности у грађанским ратовима који су уследили након атентата.
- Макс Пиркис (1. сезона и почетак 2.) и Сајмон Вудс (2. сезона) као Октавијан Август — Атијин син и млађе дете, Октавијан је представљен као хладан, самозвани студент моћи и политике. Жељан је да уђе у политички живот и крене Цезаровим стопама – ова амбиција се лакше остварује када га Цезар постхумно усвоји. Основа за овај лик је рани живот Августа, првог римског цара.
- Линдси Данкан као Сервилија од Јунија (1. и 2. сезона) — Мајка Марка Јунија Брута, љубавница ожењеног Јулија Цезара, и непријатељ Атије од Јулија. Сервилија је приказана као софистицирана и краљевска римска матрона која следи своје срце на своју штету, издана љубављу и гладна за осветом. Полако постаје хладна, прорачуната и окрутна као и они које би уништила. Сервилија је лабаво заснована на историјској личности Сервилије, мајке Марка Јунија Брута и познатој љубавници Јулија Цезара.
- Индира Варма као Ниоба (1. сезона) — Поносна плебејка из великог клана. Након што се удала за Луција Ворена и родила њихове две ћерке, бринула се о њима као самохрани родитељ када је Луције отишао у рат. Након што ју је војска (погрешно) обавестила да је Ворен мртав, она се упушта у љубавну везу са мужем своје сестре, рађајући сина неколико месеци пре него што се Ворен враћа кући. Убеђена да ће убити њу и сву децу ако сазна за аферу, она каже Ворену да је беба Луције његов унук од њихове старије ћерке и њеног љубавника.
- Николас Вудесон као Поска (1. и 2. сезона) — Грчки роб Јулија Цезара, а такође и његов пријатељ, ађутант и поузданик у већини ствари, личних и професионалних. Као роб, он ће ретко добити признање, али се чини да нека од једноставнијих и елегантнијих решења Цезарових проблема долазе из Поскиног ума. Поска бива ослобођен и добија одређену количину новца Цезаровим тестаментом на почетку друге сезоне. Испрва даје подршку Антонију, али касније се стратешки придружује Октавијану.
- Кери Кондон као Октавија од Јулија (1. и 2. сезона) — Лик је заснован на римској матрони Октавији Турини Минор, сестри римског цара Августа, рођеној у једној од најмоћнијих породица у Риму, Јулијима. Октавија је једина ћерка и старије дете Атије од Јулија, која је нећака Гаја Јулија Цезара. У 2. сезони, из политичких разлога, удаје се за Марка Антонија. Ово је нешто што је урадила у стварном животу када је Антоније тек постао удовац 40. године п. н. е. као део Брундизијумског пакта, након што је Сенат наложио да поништи обавезни десетомесечни мандат удовства након смрти њеног првог мужа, Клаудија Марцела.
- Рик Ворден као Квинт Помпеј (1. и 2. сезона) — Помпејев син. Не постоји јасна основа за овај лик, али вероватно представља млађег од Помпејевих историјских синова, Секста Помпеја.
- Карл Џонсон као Катон Млађи (1. сезона) — Екстремни традиционалиста, противник политичког, друштвеног и моралног пропадања, и непоколебљиви бранилац Римске републике. Прави Катон Млађи био је римски говорник, писац и политичар који је извршио самоубиство да би избегао живот под Цезаровом тиранијом.
- Дејвид Бамбер као Марко Тулије Цицерон (1. и 2. сезона) — Умерени политичар и учењак, суочен са покушајем да спасе традиционалну Републику од амбиција различитих ликова у серији. Приказан је као плашљив и спреман да заузме било коју позицију како би спасао сопствену кожу. Прави Цицерон је био римски политичар, писац и говорник.
- Ли Бордман као Тимон (1. и 2. сезона) — Јеврејски трговац коњима који служи као Атијин лојални убица и телохранитељ. Прихвата новац као средство плаћања, али преферира секс са Атијом.
- Пол Џесон као Сципион (1. сезона) — Друг и следбеник раздражљивог Катона.
- Линдси Маршал као Клеопатра (1. и 2. сезона) — Моћна египатска краљица снажне воље која је обезбедила своје право на престо тако што је остварила везу са Цезаром и збацила свог брата Птоломеја XIII. После страсне ноћи са Пулом, она рађа сина Цезариона, јавно тврдећи да је Цезар отац. Касније постаје Антонијева љубавница и мајка његових близанаца Клеопатре Селене и Александра Хелиоса.
- Ијан Макнис као Читач вести (1. и 2. сезона) — Римски гласник који римским грађанима и становницима објављује вести које спонзорише држава. Док чита таблице које садрже вести, гласник користи покрете рукама да означи и нагласи одређене аспекте вести.

## Епизоде
| Сезоне | Сезоне | Епизоде | Оригинално емитовање | Оригинално емитовање |
| Сезоне | Сезоне | Епизоде | Почетак емитовања    | Крај емитовања       |
| ------ | ------ | ------- | -------------------- | -------------------- |
|        | 1      | 12      | 28. август 2005.     | 20. новембар 2005.   |
|        | 2      | 10      | 14. јануар 2007.     | 25. март 2007.       |